# Rhadiodromus
Rhadiodromus è un genere estinto di terapsidi, appartenente ai terapsidi. Visse nel Triassico medio (Anisico, circa 245 milioni di anni fa) e i suoi resti fossili sono stati ritrovati in Russia. 

## Descrizione
Questo animale possedeva un corpo massiccio a forma di botte, sorretto da zampe tozze e robuste. La lunghezza doveva aggirarsi intorno ai due metri, ed è probabile che fosse uno dei più grossi animali del suo ecosistema. Rhadiodromus era dotato di un cranio fornito di un potente becco e di due lunghe zanne mascellari, molto più lunghe rispetto a quelle di animali simili (come Kannemeyeria), che sicuramente sporgevano al di sotto della mandibola. 

## Classificazione
Rhadiodromus venne descritto inizialmente nel 1951 da Efremov, che studiò alcuni resti fossili (tra cui un cranio e uno scheletro frammentario) provenienti dalla regione Donguz, nella provincia di Orenburg. La specie tipo, Rhadiodromus klimovi, è conosciuta per altri resti fossili (principalmente crani parziali) provenienti dalla stessa zona. Un'altra specie, R. mariae, proviene dalla stessa regione ed è stata descritta nel 2003. 
Rhadiodromus è un rappresentante dei kannemeyeriidi, un gruppo di dicinodonti specializzati di grandi dimensioni.